# Rike Krämer-Hoppe
Rike U. Krämer-Hoppe (* 1981 in Tarmstedt als Rike U. Krämer) ist eine deutsche Rechtswissenschaftlerin und Hochschullehrerin an der Universität Regensburg.

## Leben und Wirken
Krämer-Hoppe studierte nach dem Abitur 2000 am Gymnasium Brake Rechtswissenschaften an der Universität Bremen, wo sie 2005 ihr Erstes Juristisches Staatsexamen ablegte. Anschließend leistete sie ihren Juristischen Vorbereitungsdienst am Oberlandesgericht Bremen ab, den sie 2008 erfolgreich mit dem Zweiten Juristischen Staatsexamen abschloss. Ab 2008 war sie als wissenschaftliche Mitarbeiterin am interdisziplinären Sonderforschungsbereich „Staatlichkeit im Wandel“ bei Susanne Kerstin Schmidt an der Universität Bremen tätig. Dort wurde sie 2012 summa cum laude mit der Schrift Die Koordinierung zwischen Umweltschutz und Freihandel im Mehrebenenrechtsverbund: Am Beispiel des Vergaberechts zur Dr. iur. promoviert. Es folgte ein Forschungsaufenthalte als Emile Noël Fellow bei Joseph H. H. Weiler an der New York University. Von 2012 bis 2015 war Krämer-Hoppe DAAD-Fachlektorin am University College London, von 2015 bis 2016 dort Teaching Fellow. Im September 2015 kehrte sie als wissenschaftliche Mitarbeiterin an der Universität Bochum nach Deutschland zurück, wo sie 2016 zur Akademischen Rätin a. Z. ernannt wurde. Diese Tätigkeit wurde unterbrochen durch ihre Elternzeit von November 2018 bis November 2021. Dem schloss sie direkt von November 2021 bis Juli 2022 einen Forschungsaufenthalt als Gastwissenschaftlerin am Insper Institut in São Paulo an.
Im August 2022 kehrte sie nach Deutschland zurück und übernahm die Professur für Öffentliches Recht und Transregionale Normentwicklung an der Universität Regensburg, die sie seitdem innehat. Dort ist sie zudem Gleichstellungsbeauftragte in Wissenschaft und Kunst der Fakultät für Rechtswissenschaft. Sie ist eine der Erstunterzeichnerinnen eines offenen Briefes, mit dem die Bundesregierung 2023 zu effektiverem Klimaschutz aufgefordert wurde.
Krämer-Hoppe ist verheiratet und Mutter eines Kindes.

## Forschung und Lehre
Krämer-Hoppes Forschungsschwerpunkte liegen im öffentlichen Recht. Hier konzentriert sie sich insbesondere auf dessen transregionale Ausprägungen auch in interdisziplinärer Hinsicht. Ein besonderes Augenmerk liegt hier im nationalen, europäischen und internationalen Umwelt- und Klimaschutzrecht sowie im öffentlichen Wirtschaftsrecht.